# Drocourt (Pas-de-Calais)
Drocourt é uma comuna francesa na região administrativa de Altos da França, no departamento de Pas-de-Calais. Estende-se por uma área de 3,4 km². Em 2010 a comuna tinha 2 936 habitantes (densidade: 863,5 hab./km²).